# DTMF

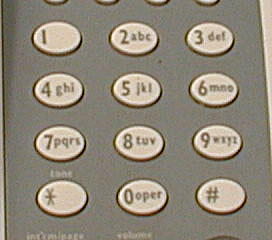
Toetsen van een DTMF-telefoon

DTMF (dual-tone multi-frequency) is een systeem dat wordt gebruikt in de telefonie om opdrachten te versturen (voornamelijk het te vormen telefoonnummer) binnen de frequentiebandbreedte van spraak. Het is de opvolger van pulskiezen en wordt soms ook toonkiezen of toondrukkiezen (TDK) genoemd.

## Opbouw
DTMF werd ontwikkeld in 1963 door Bell Labs omdat het tot dan toe gebruikte pulskiezen erg traag was (vooral voor de hoogste cijfers 7,8,9 en 0).
Eenvoudig gezegd wordt bij telefonie toonkiezen (het kiezen van nummers m.b.v. tonen) gerealiseerd met DTMF. Het is een vorm van FSK (frequency-shift keying), waarbij meerdere frequenties worden gebruikt.
DTMF is een “inband”systeem. Hiermee wordt bedoeld dat deze signaaldata in dezelfde frequentieband zit als de hoofddata, de spraakband. Terwijl men op de toetsen drukt, wordt het luistergedeelte van de telefoon even uitgeschakeld, zodat men zelf de toontjes nauwelijks hoort. Drukt men tijdens een gesprek op de knopjes, dan hoort de gesprekspartner ze wel.
Dual tone betekent dat er twee frequenties tegelijk worden uitgezonden. In totaal zijn er acht frequenties. Steeds wordt er een van de vier laagste en een van de vier hoogste tegelijk uitgezonden. Er zijn dus zestien verschillende combinaties in een matrix van vier bij vier.
De frequenties zijn zo gekozen dat er door menging van deze frequenties geen frequentie kan ontstaan die bij deze acht staat. Men koos voor een menging van twee tonen, zodat een decoder niet zou reageren op toevallige spraakinformatie.
De frequenties zijn:
|        | 1209 Hz | 1336 Hz | 1477 Hz | 1633 Hz |
| ------ | ------- | ------- | ------- | ------- |
| 697 Hz | 1       | 2       | 3       | A       |
| 770 Hz | 4       | 5       | 6       | B       |
| 852 Hz | 7       | 8       | 9       | C       |
| 941 Hz | *       | 0       | #       | D       |

Als men bijvoorbeeld de toets 7 indrukt, zal tegelijkertijd zowel een toon van 1209 als van 852 Hz gegenereerd worden.

DTMF-toetsindeling

Naast de cijfers 0 tot en met 9, om een nummer te kiezen, zijn er ook de signalen * (sterretje) en # (hekje). Het gebruik van deze tekens is afhankelijk van de PSTN-aanbieder.
De letters A, B, C en D worden nauwelijks gebruikt en zijn oorspronkelijk bedoeld om de prioriteit van het gesprek aan te geven. Weinig telefoontoestellen hebben toetsen voor deze vier codes, maar de chip in het telefoontoestel kan de tonen meestal wel genereren, zodat met enig knutselwerk een telefoontoestel kan worden uitgebreid met A, B, C en D. Deze vier letters moeten niet verward worden met de letters op een moderne (Amerikaanse) telefoon.
De DTMF-tonen kunnen worden gedecodeerd met een decoder-IC. In plaats van een decoder wordt ook vaak het “Goertzel Algoritme” gebruikt. Dit is een programma, dat met behulp van digitale signaalverwerking, DTMF-codes leest uit een gesampled signaal.
Moderne (mobiele) telefoons zijn tegenwoordig vaak uitgerust met een aparte functie om DTMF(-reeksen) te verzenden. Vaak werkt dat door het nummer in te toetsen, gevolgd door een P en de reeks. Als men dus het nummer 0611111111P1234 intoetst, zal het toestel eerst verbinding leggen met het nummer vóór de P (0611111111), waarna het de DTMF-reeks na de P (1234) uitzendt. Deze toepassing wordt vooral gebruikt voor besturing op afstand.

## Andere toepassingen
DTMF-tonen worden ook vaak gebruikt voor besturing op afstand, bijvoorbeeld:
- Selectie bij het bellen naar een bedrijf. Er wordt dan gebruikgemaakt van een IVR (Interactive voice response) systeem. Er wordt dan door een computer gevraagd wat de oproeper wenst (het 'keuzemenu') en de oproeper moet antwoorden door cijfers in te toetsen.
- Bediening van een antwoordapparaat op afstand.

Wanneer namelijk een telefoonverbinding eenmaal tot stand is gekomen, luistert de telefooncentrale niet meer naar de DTMF-tonen. Men kan dus tijdens het gesprek onbeperkt op knopjes drukken zonder dat de telefoonverbinding verbroken wordt. Sommige kleine huiscentrales reageren er echter wel op, dus hierbij is voorzichtigheid geboden.

## Geschiedenis
De omschakeling van pulskiezen (IDK, impuls druktoets kiezen) naar toonkiezen (TDK, toon druktoets kiezen) verliep ongeveer van 1975 tot 1995.
In deze periode -en daarna- waren de volgende typen telefoontoestellen in gebruik:
| Uitvoering                 | Pulskiezen | Toonkiezen | Voorbeeld van Nederlandse PTT                  |
| -------------------------- | ---------- | ---------- | ---------------------------------------------- |
| Kiesschijf                 | Ja         |            | T65 KS, W65                                    |
| Drukknoppen IDK            | Ja         |            | Unifoon IDK, Diavox IDK, veel designtoestellen |
| Drukknoppen, omschakelbaar | Ja         | Ja         | T88                                            |
| Drukknoppen TDK            |            | Ja         | T65 TDK, Unifoon TDK, Diavox TDK               |

Een omschakelbaar toestel heeft een schakelaartje of wordt voor de duur van het gesprek omgeschakeld met een drukknop. Belt men met een bedrijf, dan gebruikt men eerst pulskiezen (als de telefooncentrale in de eigen woonplaats geen toonkiezen accepteert) en daarna schakelt men om naar toonkiezen om het menu van het bedrijf te bedienen (wat zelden met pulskiezen kan).
Er waren ook verschillende telefooncentrales:
| Uitvoering                                           | Pulskiezen | Toonkiezen |
| ---------------------------------------------------- | ---------- | ---------- |
| Elektromechanisch                                    | Ja         |            |
| Computergestuurd                                     | Ja         | Ja         |
| Moderne huisaansluitingen (via coaxkabel, glasvezel) |            | Ja         |

### Nederlandse telefoontoestellen
De meestgebruikte telefoontoestellen van de Nederlandse PTT waren leverbaar in een TDK- en een IDK-versie.
Het verschil tussen deze toestellen werd door PTT niet geadverteerd.
Kocht men in de telefoonwinkel (Primafoon) een toestel, dan zorgde de verkoper ervoor dat men het juiste toestel kreeg, afhankelijk van de telefooncentrale waarop de klant was aangesloten.
Verhuisde men naar een centrale die alleen met pulskiezen kon werken, dan werd het telefoontoestel zo nodig gratis omgeruild.
Bij verhuizing in omgekeerde richting behield men hetzelfde toestel.
De TDK-versie van de designtoestellen Unifoon en Diavox was herkenbaar aan de toetsen * en # (en aan de vermelding TDK op de onderkant).
Later werden er nog meer designtoestellen op de markt gebracht.
Deze toestellen waren niet altijd geschikt voor toonkiezen, maar wel altijd voor pulskiezen, zodat ze op elke centrale bruikbaar waren, maar niet altijd de mogelijkheid hadden externe diensten te bedienen.
Evenwel, deze toestellen werken niet op een moderne kabelaansluiting, hoewel hierbij vaak geadverteerd wordt dat men dezelfde toestellen kan blijven gebruiken.

## Trivia
- ISDN- en gsm-toestellen kiezen de nummers via een specifiek digitaal systeem, en dus niet via DTMF. Deze toestellen kunnen de DTMF-tonen echter wel genereren, wat nodig is als er, na het tot stand komen van de verbinding, gevraagd wordt met de drukknoppen een keuze te maken. Bovendien klinken de tonen zachtjes in de hoorn bij het kiezen van een nummer (dit is niet noodzakelijk, maar het klinkt vertrouwd voor de gebruiker).
- De teksttelefoons gebruiken vaak een DTMF-techniek om teksten te ontvangen en te versturen.